# Khâu Vai
Khâu Vai là một xã thuộc tỉnh Tuyên Quang, Việt Nam.

## Địa lý
Xã Khâu Vai có vị trí địa lý:
- Phía đông giáp tỉnh Cao Bằng
- Phía tây giáp xã Niêm Sơn và xã Tát Ngà
- Phía nam giáp xã Niêm Tòng
- Phía bắc giáp xã Cán Chu Phìn và xã Lũng Pù.

Xã Khâu Vai có diện tích 41,69 km², dân số năm 2019 là 7.363 người, mật độ dân số đạt 177 người/km².
Sông Nho Quế tạo thành ranh giới tự nhiên phía đông của xã. Khâu Vai có tỉnh lộ 217 chạy qua phần phía đông.

## Lịch sử

### Tên gọi
Tên xã vốn được đặt theo tên bản Khau Vai, nơi có chợ Khau Vai nổi tiếng. "Khau Vai" theo tiếng Tày, Nùng có nghĩa là "đèo gai". Tuy nhiên vì các lý do không rõ, các văn liệu tiếng phổ thông viết thành "Khâu Vai".

### Lịch sử
Trước đây, Khâu Vai là một xã thuộc huyện Đồng Văn.
Ngày 5 tháng 7 năm 1961, Hội đồng Chính phủ ban hành Quyết định số 91-CP về việc thành lập xã Khâu Vai thuộc huyện Đồng Văn trên cơ sở một phần diện tích và dân số của xã Niêm Sơn.
Ngày 15 tháng 12 năm 1962, Hội đồng Chính phủ ban hành Quyết định số 211-CP về việc thành lập huyện Mèo Vạc trên cơ sở tách xã Khâu Vai thuộc huyện Đồng Văn.
Ngày 9 tháng 8 năm 2005, Chính phủ ban hành Nghị định số 104/2005/NĐ-CP về việc thành lập xã Niêm Tòng trên cơ sở 1.137,50 ha diện tích tự nhiên và 1.380 nhân khẩu của xã Khâu Vai.
Sau khi điều chỉnh địa giới hành chính thành lập xã Niêm Tòng, xã Khâu Vai còn lại 3.017,50 ha diện tích tự nhiên và 4.588 nhân khẩu.